# Alfredo Munar
Alfredo Munar (La Habana, 8 de febrero de 1930-Miami, 26 de febrero de 2017) fue un pianista, arreglista y director de orquesta cubano. 

## Biografía
Considerado un niño prodigio, a los cuatro años tocaba a la perfección el piano y otros instrumentos. En 1949, se gradúa y empieza a trabajar a las órdenes de Gonzalo Roig. Abandonó Cuba en septiembre de 1960 para establecerse en Nueva York. Empezó a tocar en locales y poco a poco cosechó su fama, En 1962, consigue hacerse con el cargo de director musical de la zarzuela Cecilia Valdés de Gonzalo Roig para representarlo en el Carnegie Hall con Alfredo Sadel y Marta Pérez y cinco años después en el Metropolitan Opera House.
A partir de aquí dio el salto a Miami donde fue director de la Miami Beach Symphony y de la Greater Miami Symphony entre 1980 y 1986, y también de la Miami Lyric Opera. Dirigió la orquesta para grandes clásicos del ballet como El Cascanueces o El lago de los cisnes. 
Como pianista, acompañó a personajes como Plácido Domingo, Julio Iglesias y Sara Montiel, bailarines como Alicia Alonso, Rudolf Nureyev y Carla Fracci y sopranos cubanas como Eglise Gutiérrez y Elizabeth Caballero.
Aparte de la música clásica, siguió cultivando el campo de la zarzuela cuando fue director musical de la Sociedad Pro Arte Grateli. Allí dirigió las zarzuelas Luisa Fernanda, Lola Cruz o Los Gavilanes. En 2010, fue contratado por la Chamber Opera Chicago para dirigir la versión al inglés de la zarzuela cubana María la O de Ernesto Lecuona.
En 1998, sacó una selección discográfica de los más conocidos temas de la zarzuela como Siempre en mi corazón, Siboney, Malagueña y La comparsa.
El 26 de febrero de 2017 fallece en el Aventura Hospital de Miami víctima de una neumonía.

## Premios
Munar recibió el Arturo Toscanini Musical Award, otorgado por la JFK Library for Minorities (1972), la Medalla Gonzalo Roig de la Sociedad Pro Arte Grateli (1981) y la Medalla al Mérito de la Ciudad de Miami Beach (1991). Como arreglista, en el 2001 fue nominado al Premio Grammy en la categoría mejor álbum crossover de música clásica por el disco a Ernesto Lecouna e interpretado por el pianista Enrique Chía.